# Mieczysław Smorawiński
Mieczysław Smorawiński (25. prosince 1893 – duben 1940) byl polský generál, v roce 1940 zavražděn v Katyni.
Narodil se v prosinci 1893 v Kališi. V roce 1914 vstoupil do Polských legií a v listopadu 1918 do Polské armády. Velel praporu v 8. pěším pluku polských legií a od listopadu 1919 do 4. srpna 1920 velel 4. pěšímu pluku legií. Po uzavření Rižského míru v březnu 1921 se stal velitelem divizní pěchoty v 2. pěší divizi legií. Roku 1922 byl povýšen na plukovníka. Za květnového převratu v roce 1926 byl na straně Pilsudského. Od března 1927 velel 6. pěší divizi. V lednu 1928 dosáhl hodnosti brigádního generála. V roce 1939 byl zadržen, a v roce 1940 byl zavražděn NKVD v Katyni.